# Puente de Normandía
El puente de Normandía es un puente atirantado que atraviesa el estuario del río Sena. Une la ciudad de El Havre, en la orilla derecha, con Honfleur, en la orilla izquierda. Su longitud total es de 2143,21 m, de los que 856 m se corresponden con el vano central del puente.
En el momento de su inauguración en 1995, fue el puente atirantado con el mayor vano del mundo, superando en más de 250 m el récord establecido por el puente de Yangpu de Shanghái, construido en 1993 y que tenía un vano de 602 m. En 1999 se vio superado en 34 m por el Gran Puente de Tatara de Japón. El récord de longitud total como puente atirantando lo perdió en 2004 al finalizarse la construcción del puente de Río-Antírio en Grecia. En septiembre de 2014 todavía es el 6.º puente atirantado con mayor vano del mundo.

## Construcción
La dirección de obras corrió a cargo de la Cámara de comercio e industria de Le Havre. Los trabajos se iniciaron en 1988 y se prolongaron durante siete años. La inauguración oficial tuvo lugar el 20 de enero de 1995.

## Estructura

### Tablero
El tablero, de una anchura de 23,60 m, tiene cuatro carriles destinados a los automóviles, dos pistas para bicicletas y dos aceras para peatones. El tablero consta de dos partes: una parte metálica, de 624 m, a una altura de 59,12 m sobre el Sena; este tablero está compuesto de 32 dovelas de 19,65 m; cada una de las dovelas está conectada al extremo de uno de los pilares con tirantes que se fijan de un extremo al otro de las dovelas. El resto del tablero está construido en hormigón pretensado y contiene dos viaductos de acceso.

### Pilares
Construidos en hormigón armado, los pilares tiene forma de "Y" invertida. Miden 214,77 m y pesan 20 000 toneladas cada uno; de esas, 11 700 t corresponden al armazón metálico y  150 t a los cables de pretensado. A causa de la forma esférica de la Tierra, hay cuatro centímetros de diferencia entre la base de los pilares y su punto más elevado.

### Tirantes
El puente tiene un total de 184 tirantes, formados por varios filamentos de acero, entre 31 y 53, en función de la fuerza que tienen que soportar. Están protegidos de las agresiones exteriores mediante una capa de cera y una envoltura en polietileno. Están unidos formando haces y disponen de un recubrimiento con perfil aerodinámico. Su longitud varía entre los 95 y los 450 metros.
| Predecesor: Puente de Yangpu (Shanghái)      | Puente atirantado más largo del mundo 1995-1999       | Sucesor: Gran Puente de Tatara (Mar Interior de Seto) |
| Predecesor: Puente de Tancarville (Río Sena) | Puente con el vano más largo de Francia 1992-presente | Sucesor: -                                            |